# Espen Bredesen
Espen Bredesen (* 2. Februar 1968 in Oslo) ist ein ehemaliger norwegischer Skispringer. Er zählt zu jenen fünf Athleten (neben ihm Thomas Morgenstern, Matti Nykänen, Kamil Stoch und Jens Weißflog), welche die wichtigsten vier Wettbewerbe im Skispringen (Olympia, Weltmeisterschaft, Gesamtweltcup und Vierschanzentournee) gewonnen haben.

## Werdegang
Er begann im Alter von zehn Jahren mit dem Skispringen. Sein Debüt im Weltcup gab er am 16. Dezember 1989 in Sapporo. Nach zwei mäßig erfolgreichen Jahren erreichte er ebendort zwei Jahre später mit dem achten Rang von der Normalschanze seine erste Platzierung unter den besten zehn. Bei den Olympischen Winterspielen 1992 erreichte er von der Normalschanze nur den 57., von der Großschanze gar nur den 59. Rang und sah sich dem Spott der norwegischen Presse ausgesetzt, die ihn mit Eddie the Eagle verglich.
Bei der Nordischen Skiweltmeisterschaft 1993 im schwedischen Falun wurde er dann jedoch zuerst im Einzelspringen von der Großschanze Weltmeister, zwei Tage später überraschend auch mit der norwegischen Mannschaft. Rund drei Wochen später gelang ihm in Lillehammer auch sein erster Weltcupsieg. Dies brachte ihm in seinem Heimatland die Stiftung-Morgenbladet-Goldmedaille ein.
In der Saison 1993/94 gewann er den Gesamtweltcup und auch die Vierschanzentournee. Insgesamt erreichte er in seiner Karriere acht Weltcupsiege. Den Höhepunkt seiner Karriere erreichte er bei den Olympischen Winterspielen 1994 in Lillehammer vor heimischem Publikum. Auf der Normalschanze gewann er vor seinem Landsmann Lasse Ottesen die Goldmedaille, auf der Großschanze Silber. Am 20. März 1994 wurde er hinter dem Tschechen Jaroslav Sakala zudem Vizeweltmeister im Skifliegen. Mit 209 und 210 Metern stellte er auch zwischenzeitlich neue Skiflugweltrekorde auf. Für diese Leistungen wurde er im selben Jahr mit der Holmenkollen-Medaille geehrt.
Die nächsten Jahre verliefen für Bredesen eher enttäuschend, woran unter anderem eine langsam heilende Halsverletzung schuld war, die er sich im Sommer 1994 beim Training zugezogen hatte. In der Saison 1994/95 erreichte er im Gesamtweltcup nur den fünfzehnten, 1995/96 den 13. und 1996/97 den 16. Rang. Seinen letzten Sieg errang er am 5. Februar 1995 in Falun.
Espen Bredesen ist zudem fünffacher norwegischer Landesmeister auf der Normalschanze (1991, 1992, 1993, 1997, 1998) und vierfacher Meister auf der Großschanze (1991, 1993, 1994, 1996).
1997 heiratete Bredesen seine Frau Vibeke, mit der er heute in Kvål südlich von Trondheim lebt.
Seinen letzten Wettkampf bestritt er am 19. Dezember 1999 im polnischen Zakopane. Zu der Entscheidung, die Skisprungkarriere zu beenden, trug auch die Geburt seiner Tochter Aurora im selben Jahr bei.
Das österreichische Liedermacher-Duo Christoph & Lollo veröffentlichte 2000 das Lied Bredesen, Espen auf dem Album Mehr Schispringerlieder, in dem sie seine ausbleibenden Erfolge ab Mitte der 1990er Jahre humoristisch darstellen.

## Erfolge

### Weltcupsiege im Einzel
| Nr. | Datum             | Ort                    | Typ           |
| --- | ----------------- | ---------------------- | ------------- |
| 1.  | 11. März 1993     | Lillehammer            | Großschanze   |
| 2.  | 14. März 1993     | Oslo                   | Großschanze   |
| 3.  | 28. März 1993     | Planica                | Großschanze   |
| 4.  | 11. Dezember 1993 | Planica                | Normalschanze |
| 5.  | 1. Januar 1994    | Garmisch-Partenkirchen | Großschanze   |
| 6.  | 6. Januar 1994    | Bischofshofen          | Großschanze   |
| 7.  | 15. Januar 1994   | Liberec                | Normalschanze |
| 8.  | 5. Februar 1995   | Falun                  | Großschanze   |

## Statistik

### Weltcup-Platzierungen
| Saison  | Platz | Punkte |
| ------- | ----- | ------ |
| 1992/93 | 005.  | 0151   |
| 1993/94 | 001.  | 1203   |
| 1994/95 | 015.  | 0356   |
| 1995/96 | 013.  | 0592   |
| 1996/97 | 016.  | 0384   |
| 1997/98 | 043.  | 0065   |
| 1998/99 | 101.  | 0001   |

### Weltrekorde
| #  | Schanze                         | Ort     | Land      | Weite   | aufgestellt am | Rekord bis    |
| -- | ------------------------------- | ------- | --------- | ------- | -------------- | ------------- |
| 89 | Velikanka bratov Gorišek (K185) | Planica | Slowenien | 209,0 m | 18. März 1994  | 22. März 1997 |
| 90 | Velikanka bratov Gorišek (K185) | Planica | Slowenien | 210,0 m | 22. März 1997  | 22. März 1997 |

### Schanzenrekorde
| Schanze                          | Ort                    | Land        | Weite   | aufgestellt am   | Rekord bis        |
| -------------------------------- | ---------------------- | ----------- | ------- | ---------------- | ----------------- |
| Lugnet-Schanzen (K115)           | Falun                  | Schweden    | 125,5 m | 21. Februar 1993 | 11. März 1998     |
| Lysgårdsbakken (K120)            | Lillehammer            | Norwegen    | 117,0 m | 11. März 1993    | 11. März 1993     |
| Große Olympiaschanze (K107)      | Garmisch-Partenkirchen | Deutschland | 111,0 m | 1. Januar 1994   | 1. Januar 1995    |
| Paul-Außerleitner-Schanze (K120) | Bischofshofen          | Österreich  | 130,5 m | 5. Januar 1994   | 23. Februar 1999  |
| Ještěd „A“ (K120)                | Liberec                | Tschechien  | 121,5 m | 15. Januar 1994  | 15. Januar 1994   |
| Ještěd „A“ (K120)                | Liberec                | Tschechien  | 125,5 m | 15. Januar 1994  | 11. Januar 2004   |
| Lysgårdsbakken (K120)            | Lillehammer            | Norwegen    | 135,5 m | 20. Februar 1994 | 28. November 1998 |
| Lysgårdsbakken (K120)            | Lillehammer            | Norwegen    | 104,5 m | 25. Februar 1994 | 3. Dezember 2011  |
| Gross-Titlis-Schanze (K120)      | Engelberg              | Schweiz     | 125,5 m | 15. Januar 1995  | 15. Januar 1995   |